# Esarcato patriarcale di Gerusalemme e Amman
L'esarcato patriarcale di Gerusalemme e Amman è una sede della Chiesa armeno-cattolica immediatamente soggetta al patriarcato di Cilicia degli Armeni. Nel 2022 contava 500 battezzati. È retto dall'esarca Nareg Naamoyan (Narek Louis Namo).

## Territorio
L'esarcato patriarcale estende la sua giurisdizione sui fedeli cattolici di rito armeno di Israele, Giordania e Palestina; le due parrocchie dell'esarcato si trovano l'una a Gerusalemme e l'altra ad Amman.
La chiesa principale dell'esarcato si trova a Gerusalemme sulla Via Dolorosa fra la III e la IV stazione della Via Crucis; è dedicata a Santa Maria dello Spasimo e fu edificata nell'Ottocento grazie ad un firmano rilasciato dal governo ottomano il 18 settembre 1887. La parrocchia di Amman è dedicata a Nostra Signora Assunta.

## Storia
L'esarcato patriarcale di Gerusalemme fu eretto il 1º ottobre 1991.
Nel 1998 perse il rango di esarcato patriarcale e divenne un territorio dipendente dal Patriarca armeno-cattolico.
Nel 2001 l'esarcato patriarcale è stato ripristinato con il nome attuale.

## Cronotassi degli esarchi
Si omettono i periodi di sede vacante non superiori ai 2 anni o non storicamente accertati.
- Joseph Debs (1991 - 1992)
- Joseph Rubian (1992 - 1995)
- André Bedoglouyan, I.C.P.B. † (1995 - 1998 ritirato)
  - Sede soppressa (1998-2001)
- Kévork Khazoumian, I.C.P.B. (15 ottobre 2001 - 15 marzo 2006 nominato arcieparca coadiutore di Costantinopoli)
- Raphaël François Minassian, I.C.P.B. (26 settembre 2006 - 24 giugno 2011 nominato ordinario per gli Armeni Cattolici dell'Europa Orientale)
- Joseph Kelekian (8 agosto 2011 - 30 aprile 2014 dimesso)[3]
- Kricor-Okosdinos (Rizkallah) Coussa (25 novembre 2015 - 10 maggio 2019 dimesso)
- Nersès (Joseph) Zabbara (10 maggio 2019 - 11 settembre 2022 cessato)
- Nareg Naamoyan (Narek Louis Namo), dall'11 settembre 2022

## Statistiche
L'esarcato patriarcale nel 2022 contava 500 battezzati.
| anno | popolazione | popolazione | popolazione | presbiteri | presbiteri | presbiteri | presbiteri                | diaconi | religiosi | religiosi | parrocchie |
| anno | battezzati  | totale      | %           | numero     | secolari   | regolari   | battezzati per presbitero | diaconi | uomini    | donne     | parrocchie |
| ---- | ----------- | ----------- | ----------- | ---------- | ---------- | ---------- | ------------------------- | ------- | --------- | --------- | ---------- |
| 1998 | 280         | ?           | ?           |            |            |            |                           |         |           |           | 2          |
| 2005 | 400         | ?           | ?           |            |            |            |                           |         |           |           | 2          |
| 2012 | 500         | ?           | ?           | 2          |            | 2          | 250                       |         | 2         |           | 2          |
| 2014 | 500         | ?           | ?           | 2          |            | 2          | 250                       |         | 2         |           | 2          |
| 2015 | 500         | ?           | ?           | 2          |            | 2          | 250                       |         | 2         |           | 2          |
| 2018 | 500         | ?           | ?           | 2          |            | 2          | 250                       |         | 3         |           | 2          |
| 2020 | 500         | ?           | ?           | 2          |            | 2          | 250                       |         | 3         |           | 2          |
| 2022 | 500         | ?           | ?           | 2          |            | 2          | 250                       |         | 3         |           | 2          |